# Drupadia niasicola
Drupadia niasicola är en fjärilsart som beskrevs av Otto Staudinger 1889. Drupadia niasicola ingår i släktet Drupadia och familjen juvelvingar. Inga underarter finns listade i Catalogue of Life.